# Una boda en las Bahamas con Madea
Una Boda en las Bahamas con Madea (en inglés, Madea's Destination Wedding) es una película del 2025 escrita, producida y dirigida por Tyler Perry. Ésta es la sexta obra lanzada en Netflix por el comediante. Fue publicada el 11 de julio de 2025. Perry repite su rol como Mabel "Madea" Simmons. Es la decimotercera entrega de la saga del universo cinematográfico de Madea.

## Elenco
- Tyler Perry como Madea, Joe Simmons and Brian Simmons
- Cassi Davis Patton como Aunt Bam
- Tamela Mann como Cora
- David Mann como Mr. Brown
- Diamond White como Tiffany
- Taja V. Simpson como Debra
- Jermaine Harris como B.J.
- Xavier Smalls como Zavier

## Producción
En enero de 2024, se anunció una nueva entrega para el universo cinematográfico de Madea llamada Una boda en las Bahamas con Madea (Madea's Destination Wedding) estaba en desarrollo; con Tyler Perry dirigiendo, escribiendo, produciendo y actuando como Madea en la misma. El rodaje comenzó en Tyler Perry Studios (Atlanta) entre el 15 y el 26 de junio, con una filmación adicional en República Dominicana.

## Lanzamiento
Una boda en las Bahamas con Madea fue lanzada en Netflix el 11 de julio de 2025.